# Cryptoerithus
Cryptoerithus là một chi nhện trong họ Gnaphosidae.

## Các loài
- Cryptoerithus annaburroo Platnick & Baehr, 2006
- Cryptoerithus griffith Platnick & Baehr, 2006
- Cryptoerithus halifax Platnick & Baehr, 2006
- Cryptoerithus halli Platnick & Baehr, 2006
- Cryptoerithus harveyi Platnick & Baehr, 2006
- Cryptoerithus hasenpuschi Platnick & Baehr, 2006
- Cryptoerithus lawlessi Platnick & Baehr, 2006
- Cryptoerithus melindae Platnick & Baehr, 2006
- Cryptoerithus nichtaut Platnick & Baehr, 2006
- Cryptoerithus ninan Platnick & Baehr, 2006
- Cryptoerithus nonaut Platnick & Baehr, 2006
- Cryptoerithus nopaut Platnick & Baehr, 2006
- Cryptoerithus nyetaut Platnick & Baehr, 2006
- Cryptoerithus occultus Rainbow, 1915
- Cryptoerithus quamby Platnick & Baehr, 2006
- Cryptoerithus quobba Platnick & Baehr, 2006
- Cryptoerithus rough Platnick & Baehr, 2006
- Cryptoerithus shadabi Platnick & Baehr, 2006
- Cryptoerithus stuart Platnick & Baehr, 2006